# مجموعه الف برکه‌های گیاهدان ۴
مجموعه الف برکه‌های گیاهدان ۴ مربوط به دوره پهلوی است و در شهرستان قشم، بخش مرکزی، روستای گیاهدان واقع شده و این اثر در تاریخ ۲۷ مرداد ۱۳۸۲ با شمارهٔ ثبت ۹۵۴۹ به‌عنوان یکی از آثار ملی ایران به ثبت رسیده است.